# Dyrines striatipes
Dyrines striatipes là một loài nhện trong họ Trechaleidae.
Loài này thuộc chi Dyrines. Dyrines striatipes được Eugène Simon miêu tả năm 1898.